# El Gato con Botas (película de 2011)
El Gato con Botas (Puss in Boots en el original en inglés) es una película estadounidense de aventuras animada por computadora de 2011, producida por DreamWorks Animation, dirigida por Chris Miller (quien dirigió Shrek tercero en 2007) y con Guillermo del Toro como productor ejecutivo. Cuenta con las voces de Antonio Banderas y Salma Hayek como protagonistas y con Tom Wheeler como guionista. La cinta se estrenó en los cines el 28 de octubre de 2011 en 3D e IMAX 3D y se trata de un spin-off de la saga de películas de Shrek.
Tuvo una recaudación de 554 millones de dólares, convirtiéndose en la quinta película más taquillera de la franquicia de Shrek, y es considerada una de las mejores películas de DreamWorks Animation con una puntuación de 86% en Rotten Tomatoes. Fue nominada a un Premio Oscar, a un Globo de oro, en la categoría de mejor película de animación entre otras nominaciones.

## Argumento
Muchos años antes de los acontecimientos de Shrek 2, el Gato con Botas siempre ha huido de la ley y es un fugitivo. El lugar en el que fue criado es un pueblo novohispano llamado San Ricardo, donde fue abandonado por sus padres de pequeño en un orfanato. Allí conoce una la mujer quien lo adopta y a quien él llamaría "Madre" y a su único amigo y hermano, un huevo llamado Humpty Alexander Dumpty. Junto a Humpty planean encontrar las habichuelas mágicas que, según Humpty, despiertan una inmensa planta que conduce a una tierra mágica en el cielo.
Ambos se dedican a robar habichuelas a varios pueblerinos para encontrar los mágicos. Poco a poco entran en una relación de delincuentes que su madre adoptiva no aprueba y de la cual les intenta disuadir. Sin embargo, Gato y Humpty continúan con su tarea de ser ladrones. Tiempo después, Humpty ve amenazado su sueño cuando Gato logra salvar a la madre del comandante de morir embestida por un toro salvaje. Desde allí el pueblo de San Ricardo, especialmente el comandante, homenajea a Gato y le otorga, como símbolo de honor y justicia, sus botas. Este suceso abre los ojos de Gato, quien decide que no robaría nunca más a nadie, aunque fuera solo una habichuela, y que él pertenecía al pueblo donde había crecido junto con su madre y su hermano Humpty.
Las circunstancias lastiman mucho los sentimientos de Humpty, quien pasó mucho tiempo en la cárcel debido a sus robos y porque accidentalmente fue él quien liberó al toro. Sin embargo, no renunciaba a su sueño de encontrar esa tierra mágica e irse con Gato. Cegado por su deseo, engaña a Gato para que lo ayude a robar el banco del pueblo. En cuanto son descubiertos Gato no logra abandonar la carreta en la que estaba cargado el oro robado y es visto por los guardias, quienes lo persiguen mientras trata de huir. En su intento se conmueve ante la mirada de desilusión de su madre, que presencia la persecución. En el puente que comunica el pueblo con el exterior, Humpty se cae de espaldas sin poder levantarse. Gato mira a su amigo sintiendo la traición y el deshonor por lo que debe abandonar para siempre el pueblo que ama. Humpty pide ayuda, pero Gato solo lo abandona y huye, convirtiéndose en un forajido a partir de aquel momento.
Mucho después, Gato entra en un bar y escucha que los forajidos Jack y Jill poseían las habichuelas mágicas y al parecer no cree en esas habichuelas y aunque un cliente le muestra todo cuando le muestra los huevos de oro, lo detiene y va a buscarlos pero antes les preguntan donde están. Desea robarlos porque se decía que el ganso de oro que vivía en la tierra mágica ponía huevos de oro. Decide ir y en su intento se encuentra con un gato misterioso, quien revela ser Kitty Patitas Suaves, una ladrona con la capacidad de hurtar cualquier cosa a cualquiera, sin que esta ni siquiera se dé cuenta de su presencia gracias a sus patas extremadamente suaves (de ahí su nombre), quien está también en busca de las habichuelas. Ambos fallan en su intento con tal mala suerte que Jack y Jill los descubren y Gato la persigue hasta un viejo bar de gatos, allí se pusieron a planear un duelo de baile y durante el duelo. Kitty le tira un plato de leche, el cual se estrella contra el suelo, y una gota de leche cae en una de las botas de Gato, haciendo que este se enfade mucho y pelea contra Kitty. Cuando su espada es arrojada, Gato no tuvo más remedio que pegarle fuertemente con una guitarra en la cabeza, cuando Kitty se quita la máscara Gato se asombra al saber que era una hembra y Kitty entra en una cocina vacía pero Gato decide seguirla, ahí es donde encuentra nuevamente a Humpty, quien le propone robar las habichuelas para conseguir los huevos de oro. Lo rechaza al principio pero a pesar del gran dolor del pasado, Humpty logra convencerlo y van junto con Kitty en busca de las habichuelas. Humpty envía a Gato y Kitty para que logren robarlas, Pero son descubiertos una vez más y Humpty los recoge en un vehículo. Cuando caen al vacío Humpty convierte el vehículo en un avión y logran escapar mientras Jack y Jill no los alcanzan y se quedan atrás.
Logran robar las habichuelas a la pareja de ladrones que viajaban en una carreta y se dirigen a la zona en donde debían plantarlas. La planta gigante crece y alcanzan el castillo del cielo. No consiguen robar los huevos, debido al peso, por lo cual hurtan la cría de la gansa, a la vez que huyen de un monstruo al que Humpty llama "El Gran Terror", quien es el guardián de la gansa, y según la leyenda, convierte en piedra a quien lo mire directamente a los ojos. Caen en un cañón lleno de agua e intentan huir lo más rápido posible. Durante la huida, Gato salva a Kitty de caer al agua fuera del castillo hacia una muerte segura (debido a que ella no tiene garras ya que, antes de ser ladrona, fue adoptada por una pareja, y por ocasionar unas pequeñas travesuras, le cortaron las garras). Ellos caen por una cascada fuera del castillo y no logran agarrarse del tallo. Humpty cae con la gansa y es rescatado por Kitty al usar una hoja gigante como paracaídas pero gato aparece y choca con Kitty. Humpty otra vez estando en problemas cambia de opinión y construye junto a Gato y Kitty un cometa. Mientras tanto, Jack y Jill ven el telescopio de Humpty Jack lo usa para ver solo como caía la planta gigante.
Cuando anochece, Kitty, Humpty y Gato se van a dormir, pero Gato amanece en mitad del desierto golpeado y con cuervos rondándole (ya que fueron emboscados por Jack y Jill, quienes lo siguieron). Rápidamente, se levanta y se dirige a San Ricardo, donde Humpty devolvería el oro que debía al pueblo. Pero al llegar, Gato se percata de que todo era solo una trampa vengativa de Humpty (los hombres del bar que le contaron al Gato de la leyenda de la Gansa, Jack y Jill, e incluso Kitty trabajaban para Humpty desde el principio), quien no le perdonaba por haberlo abandonado. Gato no opone resistencia ante la autoridad local y Humpty es aclamado por el pueblo como un héroe. El le cuenta a Gato que él estuvo en los lugares donde fue.
Gato, quien no debió de haber confiado en su mentiroso y malvado hermano, es encerrado en la prisión, donde conoce a Johnny "Juan" Frijolines (el mismo del cuento de "Juan y los Frijoles Mágicos"), ahora un anciano que fue encerrado por cambiar erróneamente la vaca de una familia vecina, creyendo que era la suya, y quien también se revela como el auténtico dueño de los frijoles y como excompañero de celda de Humpty hasta que fue liberado, no sin antes robarle los frijoles, decidido a vengarse de Gato, a pesar de las advertencias de Juan de no sacar a la gansa del castillo del gigante, revelando que "El Gran Terror" es en realidad la madre de la gansa, y que arrasará con todo en su camino con tal de encontrar a su hijo. Kitty, quien desarrolló sentimientos hacia Gato y arrepentida por solo haberlo traicionado, lo rescata, y juntos se disponen a detener a Humpty. 
Humpty se encuentra en su viejo escondite secreto del Club del Frijol (un club que inició en su niñez, junto con Gato, con el objetivo de buscar los frijoles mágicos y del cual él y Gato eran los únicos miembros), contemplando la vista y esperando la llegada de la Mamá Gansa para destruir al pueblo San Ricardo, pero justo mira un viejo dibujo que él y Gato habían hecho juntos de niños. En ese instante, Gato aparece y tienen un altercado verbal, en el cual Humpty le revela que hizo todo lo que hizo ya que sintió que Gato lo hizo a un lado cuando se convirtió en el héroe del pueblo; Gato se disculpa y lo convence de ayudarlo a devolver a la gansa a su madre y a salvar al pueblo. 
Mientras huyen por el puente para alejar a la enorme gansa del pueblo, son atacados por Jack y Jill, quienes quieren a la gansa para tener más huevos de oro, pero Kitty los salva y ellos son aplastados por la pata de la mamá gansa. El puente no puede soportar el enorme peso de la madre y se desmorona y Humpty y la cría prenden de una soga. Gato no puede sostenerlos a ambos por mucho tiempo. Pese a que Humpty insiste, Gato le dice a su amigo que no lo soltará. Humpty le sonríe y le dice que sabe que no lo hará, por lo que se suelta y se impacta con una de las rocas. Gato salva a la pequeña gansa y al pueblo. Con tristeza mira a donde su amigo había caído. En lugar de Humpty se encontraban sus cáscaras y en el interior de Humpty, un enorme huevo de oro. "Siempre supe que ahí dentro eras de oro", dice entonces. La gansa se lleva al huevo de oro que salió de dentro de Humpty junto con su cría. Gato se despide de su hermano, quien por fin está en el lugar con el que había soñado durante tanto tiempo.
El pueblo de San Ricardo reconoce nuevamente a Gato como su héroe, a pesar de que las fuerzas de la justicia continúan persiguiéndole.
Gato se escapa con Kitty al refugio de los gatos. Durante los créditos, ellos tienen un nuevo duelo de baile. Jack y Jill, quienes sobrevivieron al encuentro con la Mamá Gansa, se encontraban en su cuarto de hotel, en sus respectivas camas y enyesados de cuerpo completo. Al final, Gato y Kitty finalizan su baile con un beso, finalizando el transcurso de la historia.

## Reparto

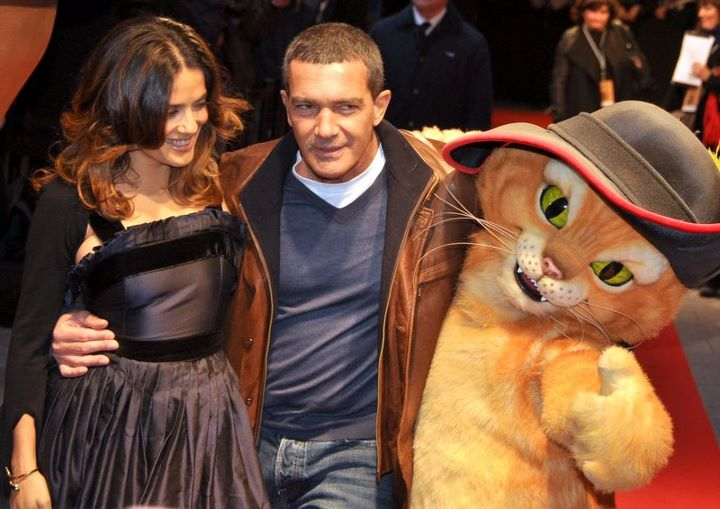
Antonio Banderas y Salma Hayek en París en el estreno de la película.

| Personaje                                | Actor de voz original | Actor de doblaje   | Actor de doblaje     |
| ---------------------------------------- | --------------------- | ------------------ | -------------------- |
| Gato con Botas                           | Antonio Banderas      | Antonio Banderas   | Antonio Banderas     |
| Kitty Patitas Suaves/Kitty Zarpas Suaves | Salma Hayek           | Salma Hayek        | Salma Hayek          |
| Humpty Alexander Dumpty                  | Zach Galifianakis     | Pepe Toño Macías   | Rafa Romero          |
| Jack                                     | Billy Bob Thornton    | Enrique Cervantes  | Gabriel Jiménez      |
| Jill                                     | Amy Sedaris           | Rosalba Sotelo     | Gloria Nuñez         |
| Imelda                                   | Constance Marie       | Yolanda Vidal      | Margarita Ponce      |
| Comandante                               | Guillermo del Toro    | Guillermo del Toro | Guillermo del Toro   |
| Raoul                                    | Conrad Vernon         | Jesse Conde        | Txema Moscoso        |
| Soldado                                  | Conrad Vernon         | Dafnis Fernández   | Alfredo Martínez     |
| Rancher                                  | Zeus Mendoza          | Ricardo Tejedo     | Sin identificar      |
| Johnny "Juan" Frijolines                 | Mike Mitchell         | Eduardo Tejedo     | Javier Franquelo     |
| Pepito                                   | Chris Miller          | Arturo Castañeda   | Sin identificar      |
| Fraile Miller                            | Chris Miller          | José Luis Orozco   | Sin identificar      |
| Rafael                                   | Chris Miller          | Héctor Miranda     | Sin identificar      |
| Manuel                                   | Chris Miller          | Arturo Mercado Jr. | Sin identificar      |
| Guardia en prisión                       | Chris Miller          | Héctor Reynoso     | Sin identificar      |
| Amigo de Pepito                          | Tom Wheeler           | Javier Olguín      | Sin identificar      |
| Cantinero                                | Tom Wheeler           | Gabriel Basurto    | Juan Navarro Perelló |
| Hombre del mostacho                      | Tom McGrath           | Germán Fabregat    | Sin identificar      |
| Ladrón en la cantina                     | Tom McGrath           | Octavio Rojas      | Sin identificar      |
| Dueño de hotel                           | Tom Wheeler           | Gerardo García     | Sin identificar      |
| Conductor de vagón                       | Tom Wheeler           | José Luis Miranda  | Sin identificar      |
| Cazarrecompensas                         | Rich Dieti            | Armando Coria      | Rafael Azcárraga     |
| Luis                                     | Ryan Crego            | José Luis Rivera   | Abraham Aguilar      |
| Niña mala                                | Latifa Ouaou          | Nycole González    | Sin identificar      |
| Niño                                     | Latifa Ouaou          | Alan García        | Sin identificar      |
| Señora de la leche                       | Latifa Ouaou          | Magdalena Tenorio  | Sin identificar      |
| Giuseppe                                 | Bob Joles             | César Izaguirre    | Sin identificar      |
| Charo                                    | Nina Barry            | Nanny Questa       | Sin identificar      |
| Estela María                             | Jessica Schulte Jones | Gabby Garay        | Sin identificar      |
| Insertos                                 | N/A                   | Juan Carlos Tinoco | Sin identificar      |

## Fechas de estreno
| País                                                                              | Fecha de estreno                  |
| --------------------------------------------------------------------------------- | --------------------------------- |
| Puerto Rico · Rusia · Ucrania                                                     | Jueves 27 de octubre de 2011      |
| Estados Unidos · Canadá                                                           | Viernes 28 de octubre de 2011     |
| Egipto                                                                            | Miércoles 16 de noviembre de 2011 |
| Líbano                                                                            | Jueves 17 de noviembre de 2011    |
| Filipinas Indonesia                                                               | Miércoles 23 de noviembre de 2011 |
| EAU · Italia · Malasia · Singapur · Tailandia                                     | Jueves 24 de noviembre de 2011    |
| España                                                                            | Viernes 25 de noviembre de 2011   |
| Francia · Suiza                                                                   | Miércoles 30 de noviembre de 2011 |
| Croacia · Eslovaquia · Hungría · Portugal · República Checa · Serbia · Montenegro | Jueves 1 de diciembre de 2011     |
| India · México · Rumania · Sudáfrica ·                                            | Viernes 2 de diciembre de 2011    |
| Argentina · Bélgica · Chile · Países Bajos · Perú                                 | Miércoles 7 de diciembre de 2011  |
| Alemania · Bolivia · Colombia · Nueva Zelanda · República Dominicana              | Jueves 8 de diciembre de 2011     |

| País | Fecha de estreno                |
| --- | ------------------------------- |
| Austria · Benín · Belice · Brasil · Costa Rica · Ecuador · El Salvador · Ghana · Guatemala · Honduras · Irlanda · Islandia · Nicaragua · Nigeria · Panamá · Paraguay · Togo · Reino Unido · Uruguay · Venezuela | Viernes 9 de diciembre de 2011  |
| Grecia · Israel · Letonia | Jueves 22 de diciembre de 2011  |
| Bulgaria · Chipre · Estonia · Lituania | Viernes 23 de diciembre de 2011 |
| Taiwán | Viernes 30 de diciembre de 2011 |
| Polonia | Jueves 5 de enero de 2012       |
| Corea del Sur | Jueves 12 de enero de 2012      |
| Turquía | Viernes 13 de enero de 2012     |
| Eslovenia | Jueves 19 de enero de 2012      |
| China Hong Kong | Sábado 21 de enero de 2012      |
| Finlandia | Viernes 27 de enero de 2012     |
| Dinamarca | Jueves 2 de febrero de 2012     |
| Suecia | Viernes 3 de febrero de 2012    |
| Noruega | Viernes 10 de febrero de 2012   |
| Japón | Sábado 17 de marzo de 2012      |

## Lanzamientos

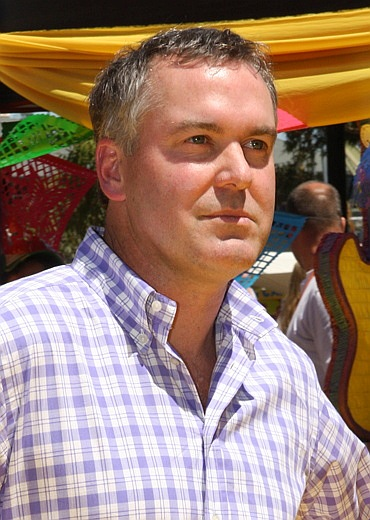
El director Chris Miller durante la première australiana de la película.

El Gato con Botas fue lanzada en DVD y Blu-ray Disc el 9 de febrero de 2012. La película fue acompañada de un cortometraje animado llamado Puss in Boots: The Three Diablos (El Gato con Botas: Los tres diablos), dicho cortometraje funciona como una mini secuela.

## Secuela
En noviembre de 2012, el productor ejecutivo Guillermo del Toro dijo que ya se habían realizado un par de borradores del guion para la secuela, y que el director Chris Miller quería tomar a Gato en una aventura a lugares exóticos. En abril de 2014, Antonio Banderas, la voz de Gato, dijo que el trabajo en la secuela acababa de empezar. En junio de 2014, se anunció que una secuela titulada El Gato con Botas: el último deseo supuestamente se estrenaría el 2 de noviembre de 2018. Dos meses más tarde, se trasladó el estreno de nuevo al 21 de diciembre de 2018. Sin embargo, no fue estrenada hasta el 21 de diciembre de 2022.

### Serie de televisión
La película también dio lugar a una serie animada que se estrenó en Netflix a finales de 2014.

## Videojuegos
- El Gato con Botas, es un videojuego basado en la película, desarrollado por Blitz Games y publicado por THQ el 25 de octubre de 2011 para Xbox 360, PlayStation 3, Wii y Nintendo DS.[9] Cuenta con soporte para Kinect y PlayStation Move en las plataformas respectivas.[10]
- Fruit Ninja: Puss in Boots, es un videojuego basado en el Gato con Botas con temática del videojuego Fruit Ninja, el cual fue lanzado el 20 de octubre de 2011, en iOS App Store,[11] y luego fue lanzado para dispositivos Android el 28 de noviembre de 2011, en la Amazon Appstore.[12]